# Mother Love Bone (альбом)
Mother Love Bone (также известен как Stardog Champion) — альбом-компиляция американской рок-группы Mother Love Bone, вышедший в 1992 году. В диск вошли все песни из EP «Shine» и дебютного альбома группы «Apple».

## Об альбоме
Mother Love Bone был выпущен уже после смерти фронтмена Эндрю Вуда и последующего распада группы в 1990 году. В 1992 году альбом занял 77 место в чарте Billboard 200.

## Список композиций
| №   | Название                              | Текст песни | Музыка           | Длительность |
| --- | ------------------------------------- | ----------- | ---------------- | ------------ |
| 1.  | «This is Shangrila»                   | Эндрю Вуд   | Mother Love Bone | 3:41         |
| 2.  | «Stardog Champion»                    | Эндрю Вуд   | Mother Love Bone | 4:58         |
| 3.  | «Holy Roller»                         | Эндрю Вуд   | Mother Love Bone | 4:26         |
| 4.  | «Bone China»                          | Эндрю Вуд   | Mother Love Bone | 3:45         |
| 5.  | «Come Bite the Apple»                 | Эндрю Вуд   | Mother Love Bone | 5:25         |
| 6.  | «Stargazer»                           | Эндрю Вуд   | Mother Love Bone | 4:49         |
| 7.  | «Heartshine»                          | Эндрю Вуд   | Mother Love Bone | 4:35         |
| 8.  | «Captain Hi-Top»                      | Эндрю Вуд   | Mother Love Bone | 3:05         |
| 9.  | «Man of Golden Words»                 | Эндрю Вуд   | Mother Love Bone | 3:40         |
| 10. | «Capricorn Sister» (из альбома Apple) | Эндрю Вуд   | Mother Love Bone | 4:17         |
| 11. | «Gentle Groove»                       | Эндрю Вуд   | Mother Love Bone | 4:02         |
| 12. | «Mr. Danny Boy»                       | Эндрю Вуд   | Mother Love Bone | 4:49         |
| 13. | «Crown of Thorns»                     | Эндрю Вуд   | Mother Love Bone | 6:21         |

| №   | Название                       | Текст песни | Музыка           | Длительность |
| --- | ------------------------------ | ----------- | ---------------- | ------------ |
| 14. | «Thru Fade Away»               | Эндрю Вуд   | Mother Love Bone | 3:40         |
| 15. | «Mindshaker Meltdown»          | Эндрю Вуд   | Mother Love Bone | 3:47         |
| 16. | «Half Ass Monkey Boy»          | Эндрю Вуд   | Mother Love Bone | 3:18         |
| 17. | «Chloe Dancer/Crown of Thorns» | Эндрю Вуд   | Mother Love Bone | 8:40         |

| №  | Название                              | Текст песни | Музыка           | Длительность |
| -- | ------------------------------------- | ----------- | ---------------- | ------------ |
| 1. | «Capricorn Sister» (из альбома Shine) | Эндрю Вуд   | Mother Love Bone | 3:54         |
| 2. | «Lady Godiva Blues»                   | Эндрю Вуд   | Mother Love Bone | 3:23         |

## Участники записи
| Mother Love Bone - Эндрю Вуд — вокал, пианино - Джефф Амент — бас-гитара, арт-директор - Стоун Госсард — ритм-гитара - Грег Гилмор — барабаны - Брюс Файрвезер — лид-гитара | Продакшн - Майкл Бейс — арт-директор - Грег Келби, Боб Людвиг — мастеринг - Брюс Калдер — продакшн (Stargazer) - Марк Деренлей — продакшн, микс - Тим Палмер — микс - Терри Дэйт, Mother Love Bone — продакшн |